# ボナヴェンチャー (ガレオン)
ボナヴェンチャー（Bonaventure, またはエリザベスボナヴェンチャー (Elizabeth Bonaventure) とも）は47門の砲を備えたガレオン船で、イングランド王国海軍が1567年に購入した。この船は名称が付された海軍船としては3代目に当たる。1587年のカディス湾襲撃においてはフランシス・ドレークの乗船であり、1年後のアルマダの海戦にも参加している。

## 従軍歴

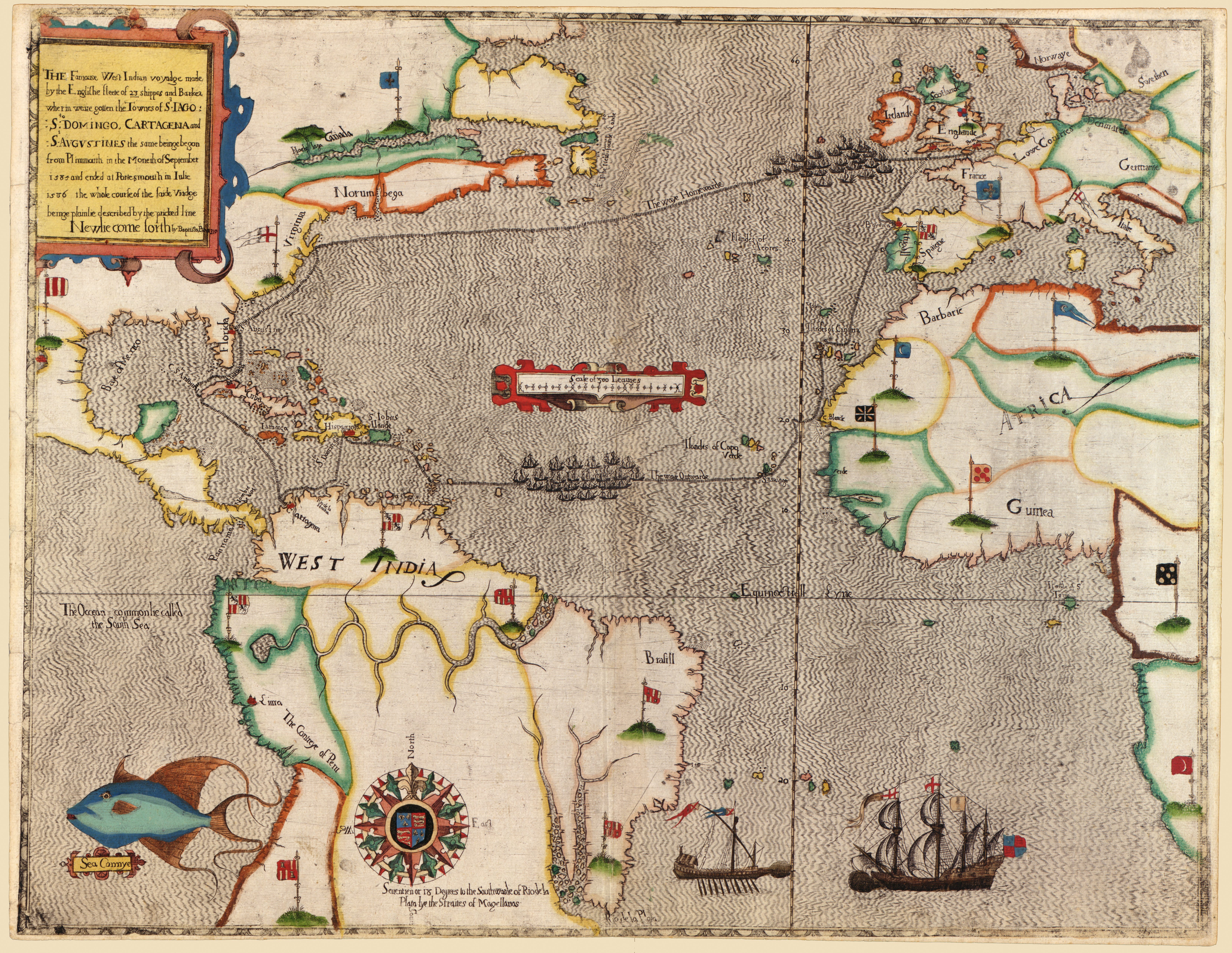
ジョヴァンニ・バティスタ・ボナツィオによる1585年西インド方面への大規模遠征図

この船は私掠船長フランシス・ドレークが1585年から1586年にかけて行ったスペイン領アメリカへの大規模遠征にも参加した。この遠征の中では「ボナヴェンチャー」はサントドミンゴ・カルタヘナ・セントオーガスティンでの戦いに参加した。

### カディス湾襲撃

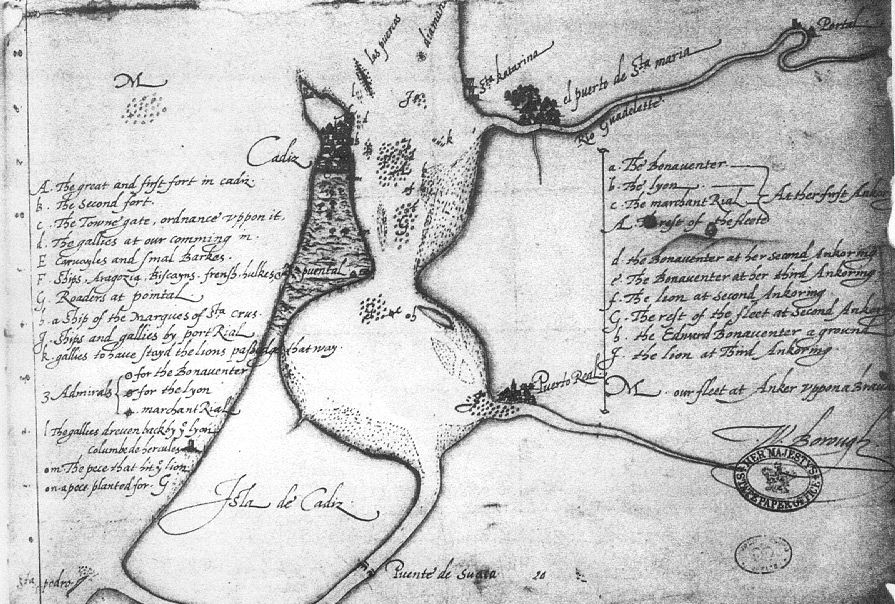
ドレークがカディス湾を攻撃した際の配置図。ボナヴェンチャーの名は右部船名リストの最初にみえている。

1587年2月メアリー・ステュアートが処刑されると、フェリペ2世はこれをイングランド侵攻の好機と判断し、海軍の出撃準備を始めた。「ボナヴェンチャー」は当時フランシス・ドレークの指揮下にあり、このスペイン海軍の侵攻を阻止ないし遅延させるために送り込まれた艦隊の旗艦であった。この艦隊はおよそ26の船からなり、「ボナヴェンチャー」以外にも「ゴールデンライオン」「ドレッドノート」「レインボー」という3隻の王国所有艦が含まれていた。その他には勅許会社であるレヴァント会社所有の大型帆船が3隻、150–200トン規模の戦艦が7隻、小型艇が11ないし12隻あった。エリザベス1世からは以下のような勅令が下された。
女王は直後に心変わりしもう少し攻撃的でない命令内容に改めさせたが、ドレークは新たな命令書が到達する前の1587年4月12日にイングランドを出立してしまい、当初の指示通りの行動をとった。カディス湾に船舶が集められていると聞いたドレークは、当地にてこれら艦船を拿捕する事を決めた。17日間かけてカディス湾付近に辿り着いた彼等は、湾の内外に無数の敵艦が停泊しているのを発見した。副官のウィリアム・ボローと少しばかりの協議を行った結果、ドレークは明朝まで待機すべきとの意見を却下し、艦隊を突入させるよう決断した。スペイン側はベドロ・ブラヴォ・デ・アクーニャ麾下のガレー船小隊が出撃可能な状態であったため、湾内全体に展開してドレーク艦隊の迎撃に向かった。しかし彼等がイングランド船へ呼びかけ可能な距離まで近づく前に「ボナヴェンチャー」及びその僚船達が砲撃を開始、スペインのガレオン船に向かって砲弾を叩き込んだ。4隻のイングランド軍船は各々がペドロ艦隊全体のそれよりも高い火力を備えており、スペイン側は友軍艦船の出撃準備が整うまでの時間稼ぎに徹することを強いられた。しかし程なくして彼等は退けられ、湾内はドレーク艦隊により掌握された。
翌月にかけて、艦隊はイベリア地域リスボンとサン・ヴィセンテ岬間の沿岸を行き来し、リスボンに送り込まれていた敵海軍の補給を断った。補給物資には大量の樽板が含まれており、ドレークの私的な見積もりでは、これは糧食や水を25,000トン以上も輸送可能な分量であった。

### アルマダの海戦
翌年、「ボナヴェンチャー」はジョージ・クリフォードの指揮の下、アルマダの海戦に参戦した。この戦闘で総積載可能量の8%に相当する51.5tの兵器を輸送した。1588年9月25日に実施された点検では、「ボナヴェンチャー」がアルマダ海戦で受けた損傷は僅かに帆の一部のみに「銃で撃たれたいくつかの穴」がみとめられる程度であった。

### 最後の航海
その後「ボナヴェンチャー」はイギリス東インド会社の先駆けとなる初期遠征航海に出発した。ジェームス・ランカスターの指揮の下、2隻の僚船（ペネロペとマーチャント・ロイヤル）と共に1591年4月イングランドを出立し、コモリン岬を経由してマレー半島に向かう進路をとった。1591年8月1日テーブル湾に到達、同年9月12日にはコレンテス岬付近で僚船1隻を失った。艦隊はザンジバルでいったん休息と修理を行い（1592年2月）、5月にコモリン岬、6月にマレー半島のペナン州へ到着した。艦隊は当地の島に同年9月まで滞在しており、その間に遭遇した艦船のほぼ全てに対して掠奪を行った。
「ボナヴェンチャー」はこの長旅を無事に終え、1594年イングランドに帰還した。

## 文学作品における描写
1839年に出版された ”Fisher's Drawing Room Scrap Book” 所収のレティシア・エリザベス・ランドンによる詩 ”The Sailor's Bride, or The Bonaventure” は、本船をモチーフにしている。